# Nancy Reagan
Nancy Davis Reagan (nacida Anne Frances Robbins; más tarde, Nancy Davis; Nueva York, 6 de julio de 1921-Los Ángeles, 6 de marzo de 2016) fue una actriz estadounidense, quien además fue la esposa del presidente Ronald Reagan y primera dama de los Estados Unidos de 1981 a 1989.
Nacida en Nueva York, Nancy Davis actuó en Hollywood en los años 1940 y 1950, protagonizando películas como El cerebro de Donovan, Night into Morning y Hellcats of the Navy. Contrajo matrimonio en 1952 con Ronald Reagan, presidente en esas fechas del Sindicato de Actores de Cine, con quien tuvo dos hijos. Llegó a ser la primera dama de California durante el mandato de su marido como gobernador, desde 1967 hasta 1975, y fue durante este periodo que Nancy comenzó a colaborar con el Programa de Abuelos Adoptivos.
Se convirtió en la primera dama de Estados Unidos en enero de 1981 después de la elección de su marido. Fue criticada al principio debido a su decisión de reemplazar la vajilla de porcelana de la Casa Blanca, a pesar de ser sufragada por donaciones privadas. Por otra parte, su interés por la alta costura llamó la atención y originó, a su vez, críticas. Abanderó la lucha contra el uso recreativo de drogas y lanzó la campaña de concienciación llamada «Just Say No» (en español, «Simplemente di que no»), considerada su mayor iniciativa como primera dama. Siempre protectora de su marido, se generó una mayor controversia cuando se reveló en 1988 que había consultado a una astróloga para que ayudara en la planificación de la agenda del presidente después del atentado frustrado contra su esposo en 1981. Ejerció una fuerte influencia sobre su marido y jugó un papel importante en sus decisiones sobre la elección de personal, así como en cuestiones diplomáticas.
Los Reagan se retiraron a su casa de Bel Air, en Los Ángeles, California, en 1989. Nancy dedicó la mayor parte de su tiempo a cuidar a su marido enfermo, diagnosticado en 1994 con mal de Alzheimer, hasta su muerte en 2004. Permaneció activa a través de la Biblioteca Reagan y la política, especialmente en lo relativo al apoyo de la investigación en células madre, hasta su muerte en 2016.

## Primeros años
Cuando Nancy Davis firmó con MGM, indicó como fecha de nacimiento el 6 de julio de 1923, es decir, se quitó dos años, una práctica común en Hollywood (ver Cannon, Governor Reagan, p. 75). Esto causó confusión posteriormente, ya que algunas fuentes citan incorrectamente el año de nacimiento, en Manhattan, Nueva York, en el Sloane Hospital for Women. Fue la única hija del neurocirujano Loyal Davis (1896-1982) y su esposa, la actriz Edith Luckett (1888-1987). Su madrina fue la estrella del cine mudo Alla Nazimova. Vivió sus dos primeros años en Flushing, Queens, en Nueva York. Cuando sus padres se divorciaron poco después de su nacimiento, ya llevaban separados algún tiempo. Como su madre debía viajar frecuentemente por el país por su trabajo de actriz, Nancy fue criada en Bethesda, Maryland, durante los siguientes seis años por sus tíos Virginia y Audley Gailbraith. Nancy describió cómo le echaba de menos a su madre durante esos años: «mis momentos favoritos eran cuando mi madre tenía un trabajo en Nueva York, y mi tía Virginia me llevaba en tren para estar con ella».
En 1929, su madre se casó con Loyal Davis (1896-1982), un prominente neurocirujano políticamente conservador, con el que la familia se trasladó a Chicago. Nancy y el segundo marido de su madre se llevaban muy bien, y tras el abandono de su progenitor, Loyal Davis la adoptó legalmente en 1935,. En el momento de la adopción, su nombre fue legalmente cambiado a Nancy Davis (desde su nacimiento, era llamada comúnmente Nancy). Asistió a la Girls' Latin School of Chicago (donde se describió a sí misma como una estudiante promedio), se graduó en 1939 y posteriormente cursó estudios en el Smith College de Massachusetts, donde se graduó en literatura y filología inglesa en 1943.

## Carrera de actriz

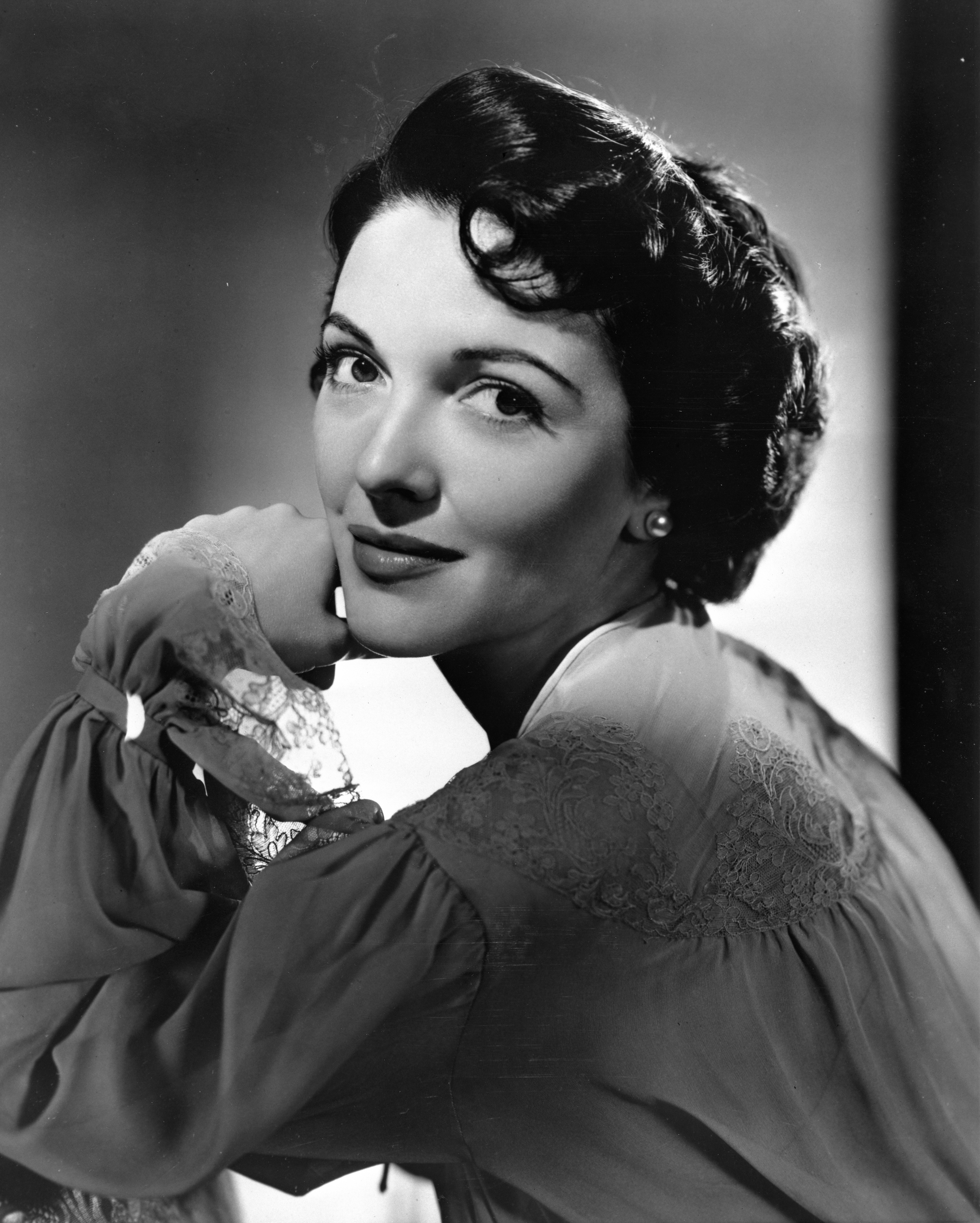
Nancy Davis posando para una foto publicitaria, 1950.

Después de su graduación, Davis tuvo algunos puestos de trabajo en Chicago como asistente de ventas en los grandes almacenes Marshall Field's y como auxiliar de enfermeras. Con la ayuda de colegas de su madre del teatro, incluyendo a Zasu Pitts, Walter Huston y Spencer Tracy, empezó una carrera como actriz profesional. Obtuvo su primer papel durante la gira teatral de Zasu Pitts de 1945 en la obra Ramshackle Inn; luego se mudó a la ciudad de Nueva York y representó el papel de Si-Tchun, una dama de compañía, en el musical de Broadway de 1946 sobre el Oriente, Lute Song, protagonizada por Mary Martin y Yul Brynner. El productor del show le dijo: «pareces una auténtica china».
Después de pasar una prueba de cámara, se mudó a California y firmó un contrato de siete años con la Metro-Goldwyn-Mayer Studios (MGM) en 1949, hecho del que más tarde comentaría: «unirse a la Metro era como entrar en un mundo de ensueño». A la MGM le resultó difícil encontrar los papeles más apropiados para Nancy y para darla a conocer debido a la combinación de una apariencia atractiva, centrada en sus grandes ojos, y un estilo algo distante y discreto. Davis apareció en 11 películas, generalmente encasillada como una «ama de casa leal», una «joven madre responsable» o una «mujer firme». Jane Powell, Debbie Reynolds, Leslie Caron y Janet Leigh fueron algunas de las actrices que compitieron con ella para los roles de MGM.
La carrera cinematográfica de Davis comenzó con un pequeño papel en 1949 en The Doctor and The Girl con Glenn Ford, y continuó con East Side, West Side, protagonizada por Barbara Stanwyck. Personificó a una psiquiatra infantil en el filme negro Shadow on the Mall (1950), con Ann Sothern y Zachary Scott; su actuación ahí fue llamada «bella y convincente» por el crítico del New York Times A. H. Weiler. Coprotagonizó en la década de 1950 The Next Voice You Hear... , interpretando a una ama de casa embarazada que oye la voz de Dios desde la radio. El influyente crítico Bosley Crowther de The New York Times escribió que «Nancy Davis [es] encantadora como [una] gentil, normal y comprensiva esposa». En 1951, Davis intervino en el que sería su trabajo cinematográfico favorito, Night into Morning, un estudio del duelo protagonizado por Ray Milland, sobre el cual Crowther dijo que Davis «se ve muy bien como la prometida que es viuda y conoce la soledad del dolor», mientras que otro crítico de The Washington Post, Richard L. Coe, señaló que «es espléndida como la viuda comprensiva».
MGM la liberó de sus obligaciones contractuales en 1952, y Davis emprendió la búsqueda de papeles más variados. En ese mismo año contrajo matrimonio con Reagan —aunque no cambió su nombre profesional— y dio a luz a su hija. Pronto, protagonizó la película de ciencia ficción de 1953 El cerebro de Donovan. Según Crowther, Davis, haciendo el papel de la pobre esposa confusa de un científico enloquecido, pasó por allí totalmente aturdida en lo que era una película "absurda"». En su penúltima película, Hellcats of the Navy (1957), interpretó a la enfermera Lieutenant Helen Blair y compartió cartel por única vez con su marido, incursionando como lo que un crítico más tarde llamó «una ama de casa que viene de paseo». Otra crítica, sin embargo, dijo que Davis desarrolló bien su papel y que «saca provecho del material con el que tiene que trabajar».
Garry Wills cree que Davis fue subestimada como actriz en general debido a su limitado papel en Hellcats, que fue su película más vista. Además, Davis restó importancia a sus metas de Hollywood: en el material de promoción de MGM en 1949, expresó que su «mayor ambición» era tener un «matrimonio feliz»; décadas después, en 1975, comentó que «no era realmente una mujer profesional pero [me convertí en una] sólo porque no había encontrado al hombre con el que me quería casar. No podía quedarme sin hacer nada, así que me hice actriz». El biógrafo de Ronald Reagan, Lou Cannon, la definió, sin embargo, como una artista «confiable» y «sólida» que defendía su propio lugar en las actuaciones con otros artistas más conocidos. Después de su última película, Davis apareció por un breve tiempo como estrella invitada en series de televisión tales como Wagon Train y The Tall Man hasta 1962, cuando se retiró del espectáculo. Durante su carrera, Davis sirvió en el consejo del Sindicato de Actores de Cine durante casi 10 años. Décadas más tarde, Albert Brooks intentó persuadirla para que volviera a la pantalla y le ofreció un papel protagónico en el filme Madre (1996), pero se negó a fin de cuidar a su esposo y Debbie Reynolds interpretó el papel.

## Matrimonio y familia

Los recién casados Ronald y Nancy Reagan cortando su tarta nupcial, 4 de marzo de 1952.

Durante su carrera en Hollywood, Davis salió con muchos actores, incluyendo a Clark Gable, Robert Stack y Peter Lawford; luego, llamó a Gable el artista más amable que había conocido. El 15 de noviembre de 1949, conoció a Ronald Reagan, entonces presidente del Sindicato de Actores. Nancy se había dado cuenta de que su nombre había aparecido en las listas negras de Hollywood y buscó la ayuda de Reagan para conservar su trabajo como actriz del gremio en Hollywood y para que su nombre fuera retirado de la lista. Reagan luego le informó que se había confundido con otra actriz del mismo nombre. Los dos comenzaron a salir, y su relación fue objeto de muchas columnas de cotilleo. Un reportaje en la prensa de Hollywood describió sus noches alejados de los clubes nocturnos como «el romance de una pareja que no tiene vicios». Reagan se mostró escéptico con respecto al matrimonio después de su doloroso divorcio de la actriz Jane Wyman en 1948 y continuó saliendo con otras mujeres. Después de tres años de noviazgo, Reagan le propuso matrimonio en el restaurante Chasen's, el favorito de la pareja, en Beverly Hills. Se casaron el 4 de marzo de 1952 en una ceremonia sencilla diseñada especialmente para evitar a la prensa en la pequeña iglesia de Brown en el Valle de San Fernando de Los Ángeles. Las únicas personas que estuvieron presentes fueron el actor William Holden, el padrino de boda, y su esposa, la actriz Brenda Marshall, la madrina de honor. La primera hija de la pareja, Patricia Ann Reagan (más conocida por su nombre profesional, Patti Davis), nació el 21 de octubre de 1952, mientras que su hijo, Ronald Prescott Reagan, nació seis años después, el 20 de mayo de 1958. Nancy Reagan también se convirtió en la madrastra de Maureen Reagan (1941-2001) y Michael Reagan (n. 1945), los hijos de su marido con Jane Wyman.

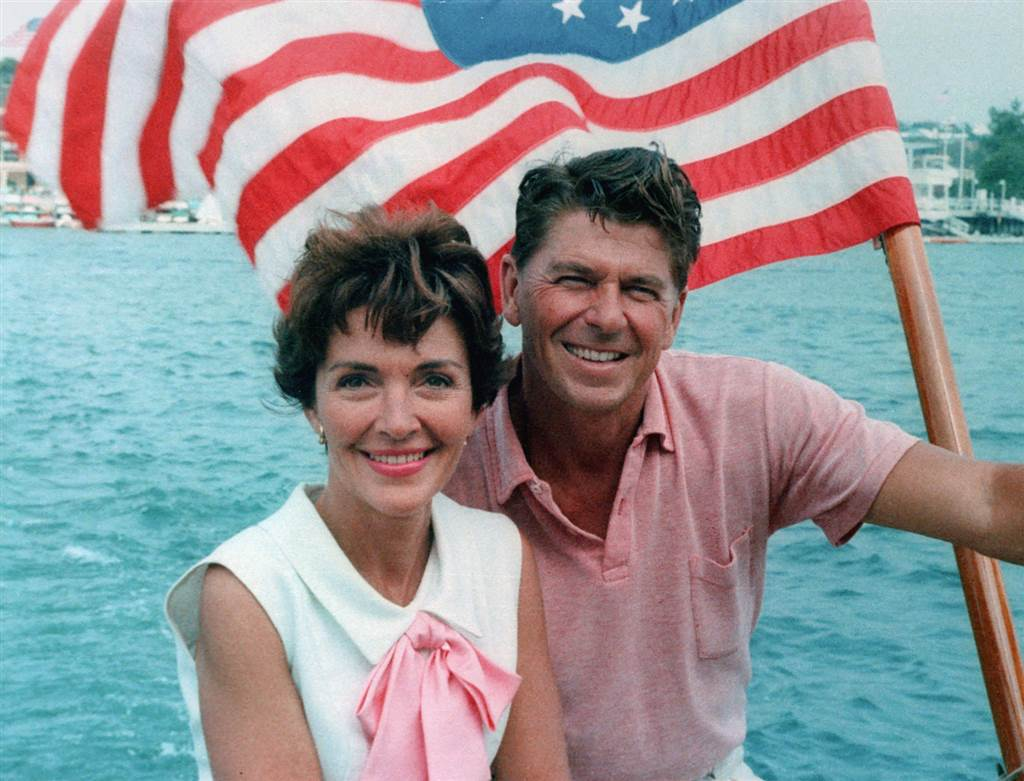
Nancy y Ronald Reagan en un bote en 1964.

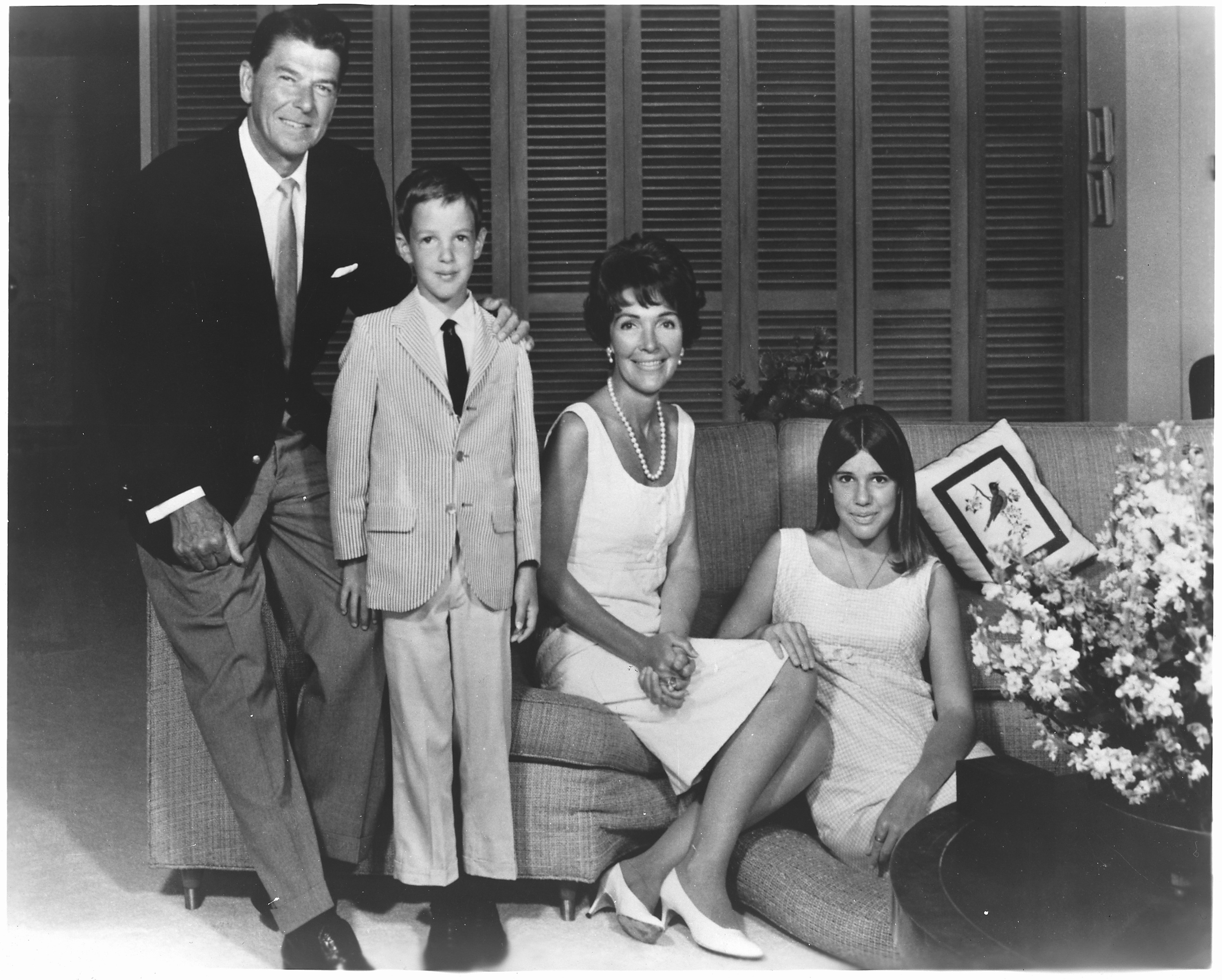
La familia Reagan en 1967, poco después de la asunción de Ronald Reagan como gobernador de California.

El público describió la relación entre Ronald y Nancy Reagan como «muy íntima». Como presidente y primera dama, los Reagan fueron vistos frecuentemente mostrando su afecto. Un secretario de prensa señaló que «jamás eran desconsiderados el uno con el otro. Nunca dejaron de cortejarse». Ronald a menudo llamaba «Mami» a Nancy, y ella lo apodó «Ronnie» de forma cariñosa. Mientras el presidente se estaba recuperando en el hospital tras sufrir un atentado en 1981, Nancy Reagan escribió en su diario: «nada puede pasarle a mi Ronnie. Qué sería de mi vida», mientras que en una carta Ronald le escribió a Nancy: «todo lo que yo atesoro y disfruto... no tendría sentido si no te tuviera». En 1998, cuando su marido padecía mal de Alzheimer, Nancy le dijo a Vanity Fair: «nuestra relación es muy especial. Estábamos muy enamorados y todavía lo estamos. Cuando digo que mi vida comenzó con Ronnie, bueno, es verdad. Lo hizo. Yo no puedo imaginar mi vida sin él». Nancy era particularmente conocida por su mirada fija y atenta, denominada «La mirada», que siempre fijaba en su esposo durante sus discursos y apariciones. La muerte del presidente Reagan en junio de 2004 acabó con lo que Charlton Heston llamó «la mayor historia de amor en la historia de la presidencia de Estados Unidos».
La relación de Nancy con sus hijos no siempre fue tan estrecha como la que mantuvo con su marido y con frecuencia, se peleó con sus hijos biológicos e hijastros. Su relación con Patti fue la más contenciosa; Patti se burlaba del conservadurismo estadounidense y se rebeló contra sus padres al unirse al movimiento de desarme nuclear y al autorizar la publicación de varios libros anti-Reagan. Los casi 20 años de rencillas familiares la dejó muy alejada de sus padres, pero poco después de que Reagan fuera diagnosticado con la enfermedad de Alzheimer en 1994, Patti y su madre se reconciliaron y comenzaron a hablar diariamente. Los desacuerdos entre Nancy y su hijastro Michael también fueron asuntos públicos. En 1984, Nancy dijo que ambos estaban en un «alejamiento correcto ahora» y Michael respondió que Nancy estaba tratando de encubrir el hecho de que no conocía a su nieta, Ashley, nacida hacía casi un año, aunque finalmente hicieron las paces. Nancy pensó que era más cercana a su hijastra Maureen durante sus años en la Casa Blanca, pero cada uno de los hijos de Reagan pasó por etapas de distanciamiento con sus padres.

## Primera dama de California (1967–1975)

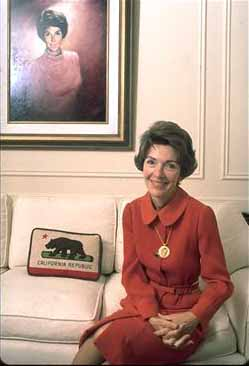
Nancy como primera dama de California.

Nancy Reagan fue primera dama del estado de California durante los dos mandatos consecutivos de su marido como gobernador. Le disgustaba tener que vivir en Sacramento, ya que no tenía las diversiones, la vida social y el clima templado al que estaba acostumbrada en Los Ángeles. A principios de 1967, se produjo una controversia cuando, después de vivir solamente cuatro meses en la mansión del gobernador de California en Sacramento, se mudó con el resto de su familia a un rico barrio residencial porque expertos en incendios habían etiquetado a la mansión como una «trampa en caso de incendio». A pesar de que los Reagan alquilaron la casa con su propio dinero, la mudanza fue vista como una muestra de esnobismo. Nancy defendió sus acciones aclarando que era por el bien de su familia, un argumento que fue rápidamente apoyado por su marido. Más tarde, amigos de la familia ayudaron o contribuyeron a sufragar los gastos, mientras Nancy Reagan supervisaba la construcción de una residencia para el gobernador de estilo rancho cerca de Carmichael. La nueva residencia se acabó justo cuando Ronald Reagan dejó el cargo en 1975, pero su sucesor, Jerry Brown, se negó a vivir allí. Fue vendida en 1982 y los gobernadores de California han vivido en residencias provisionales desde entonces.
En 1967, Nancy Reagan fue nombrada por su marido miembro de la Comisión de Arte de California, y un año más tarde fue elegida «mujer del año» por The Angeles Times; en el perfil de Nancy, el periódico la definió como una «primera dama modelo». Su glamur, estilo y juventud la convirtieron en un objetivo habitual de los reporteros gráficos. Como primera dama, Reagan visitó a veteranos, ancianos y discapacitados, y trabajó con una serie de organizaciones benéficas. Se involucró mucho con el Programa de Abuelos Adoptivos, ayudando a acrecentar su popularidad en los Estados Unidos y luego en Australia. Más tarde, expandió su labor con la organización tras su llegada a Washington y escribió sobre su experiencia en su libro Amar a un niño, publicado en 1982. Los Reagan organizaron cenas con ex prisioneros de guerra y veteranos de la guerra de Vietnam mientras fueron gobernador y primera dama.

## Su papel en las campañas presidenciales de 1976 y 1980
El mandato como gobernador de Reagan terminó en 1975 sin que decidiera participar en una tercera campaña por la reelección; se reunió con sus asesores para discutir una posible candidatura a la presidencia en las elecciones nacionales que se llevarían a cabo al año siguiente, desafiando al por entonces presidente Gerald Ford. Sin embargo, Reagan aún necesitaba convencer a Nancy, que se mostraba reacia porque temía por la salud de su marido, aunque estaba convencida de que él era el hombre adecuado para el cargo y finalmente accedió. Nancy desempeñó un papel más tradicional en la campaña, ocupándose de los cafés y almuerzos y hablando con los ciudadanos de la tercera edad. Supervisaba al personal, vigilaba la agenda de su marido y ocasionalmente preparó alguna conferencia de prensa. La campaña de 1976 incluyó lo que llegó a llamarse una «batalla de reinas», contrastando Nancy con la entonces primera dama Betty Ford. Ambas hablaron en el transcurso de la campaña sobre temas parecidos, pero con ópticas distintas. Nancy se enfadó especialmente por la imagen belicista que ofrecía la campaña de Ford de su marido.
A pesar de perder la nominación republicana en 1976, Reagan se presentó nuevamente a la presidencia en 1980 y logró ganar la nominación y, posteriormente, las elecciones generales. Durante su segunda campaña, Nancy ejerció un papel muy importante y su gestión del personal se volvió más evidente. Organizó un encuentro entre los gestores de la campaña que estaban enfrentados, John Sears y Michael Deaver, y su marido, que conllevó a la salida de Deaver de la campaña y la toma del control total por parte de Sears. Después de que Reagan perdiera en el caucus de Iowa y cayera en las encuestas de Nuevo Hampshire, Nancy organizó un segundo encuentro y decidió que era el momento de despedir a Sears y a sus asociados; ella misma entregó a Sears una copia de la nota de prensa anunciando su despido. La influencia que ejercía en su marido empezó a ser muy notable; su presencia en los mítines, almuerzos y recepciones hacía incrementar notablemente la confianza de Ronald en sí mismo.

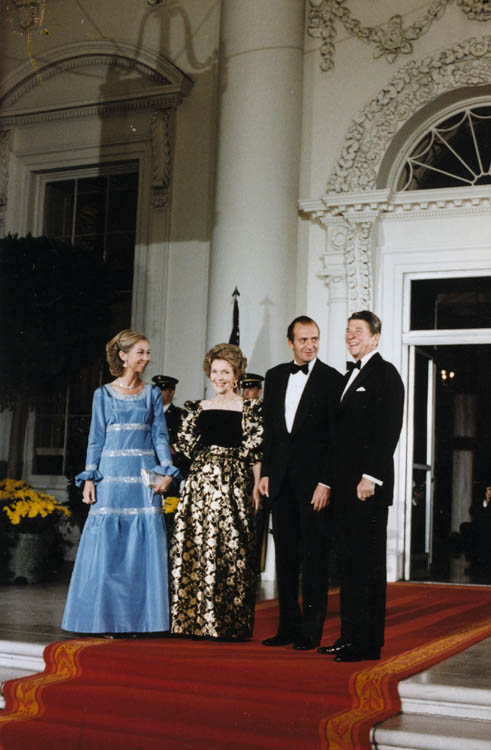
Ronald y Nancy Reagan con los reyes de España.

## Primera dama de los Estados Unidos (1981–1989)

### El glamour de la Casa Blanca

#### Renovación

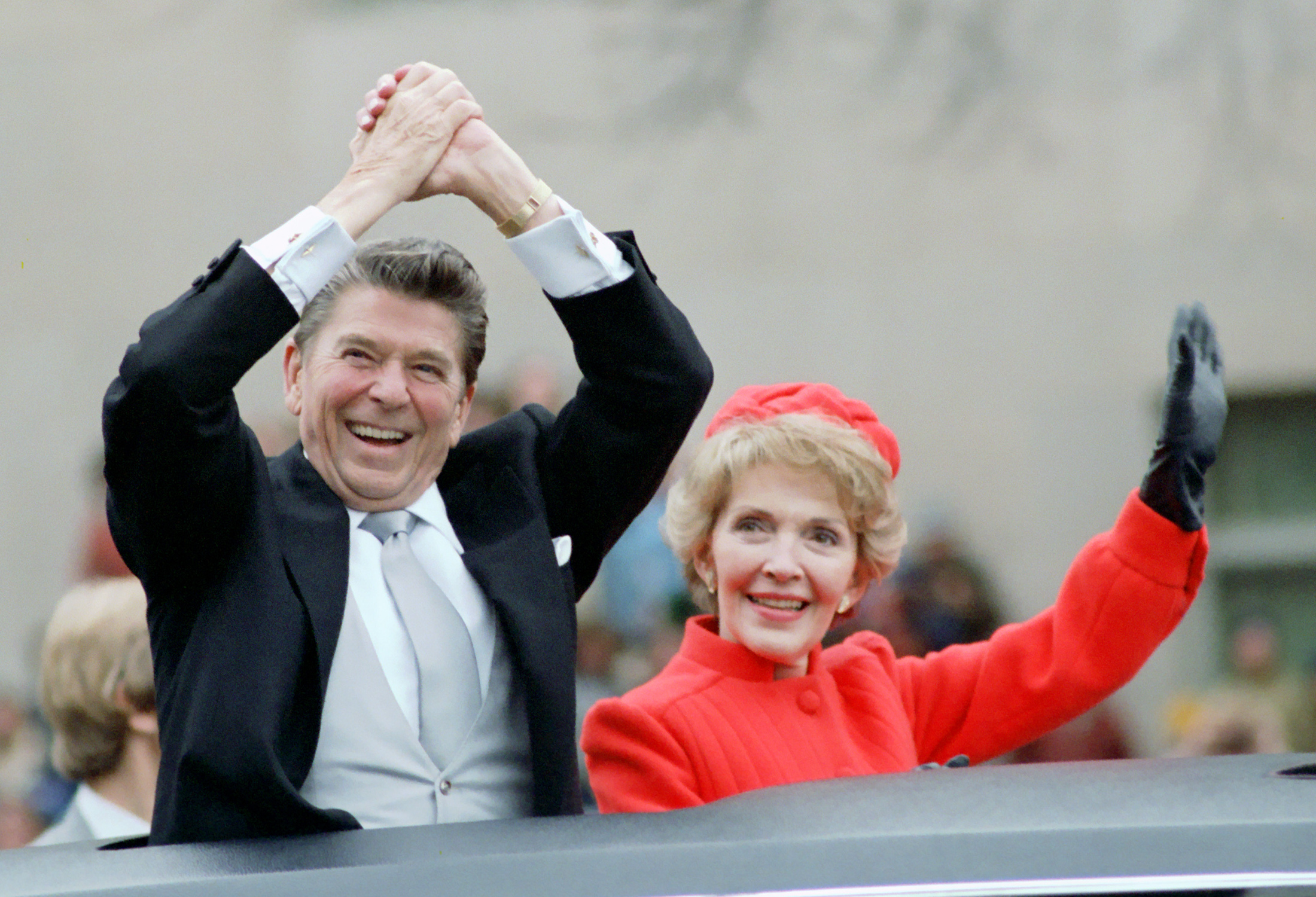
Nancy y Ronald Reagan durante su desfile de toma de posesión de la presidencia, 1981.

Nancy Reagan se convirtió en la primera dama de los Estados Unidos cuando Ronald Reagan accedió a la presidencia en enero de 1981. Al comienzo del primer mandato de su marido, Reagan declaró su deseo de crear un adecuado «primer hogar» en la Casa Blanca, ya que el edificio había comenzado a deteriorarse tras años de abandono. El asesor de la Casa Blanca Michael Deaver describió que las plantas segunda y tercera de la residencia familiar tenían paredes de yeso agrietadas, pintura descascarada [y] suelos desgastados. En lugar de utilizar los fondos del gobierno para renovar y redecorar la vivienda, buscó donaciones privadas. Nancy dirigió la renovación de varias habitaciones de la Casa Blanca, incluyendo todas las de las plantas segunda y tercera y las habitaciones adyacentes al Despacho Oval, como la sala de conferencia de prensa. La renovación incluyó nuevas manos de pintura, acabado de suelos, reparación de chimeneas y reemplazo de antiguas tuberías, ventanas y cables. El clóset del dormitorio principal fue convertido en un salón de belleza y vestuario, y el dormitorio del ala oeste fue transformado en un pequeño gimnasio.
La primera dama contó con la ayuda del renombrado diseñador de interiores Graber Ted, popular entre las prósperas figuras sociales de la costa oeste, para redecorar la vivienda de la familia. Las paredes del dormitorio principal fueron cubiertas con un papel tapiz pintado a mano con motivos chinos, y los muebles de la familia fueron trasladados al estudio privado del presidente. La primera dama y su diseñador recuperaron una serie de antigüedades de la Casa Blanca, que habían estado guardadas, y las colocaron por toda la mansión.
La extensa redecoración fue financiada por donaciones privadas. Muchos de los cambios significantes y de larga duración se produjeron como consecuencia de la renovación y el acondicionamiento, sobre lo que Nancy Reagan expresó: «Esta casa pertenece a todos los estadounidenses y quiero que sea algo de lo que puedan sentirse orgullosos».

#### Moda
Nancy Reagan también se distinguió por su pasión por la moda. Mientras que su marido aún era presidente electo, la prensa especulaba sobre su interés por la moda y su vida social. Su estilo fue comparado favorablemente con el de la anterior primera dama, Jacqueline Kennedy Onassis, sin embargo, sus amigos y personas más cercanas comentaron que, aunque era una mujer elegante como Kennedy, Nancy sería diferente a las otras primeras damas y su amiga íntima, Harriet Deutsch, llegó a decir que «Nancy tiene su propio sello».
El vestuario de Nancy Reagan consistía en vestidos, prendas de gala y trajes realizados por diseñadores de lujo, incluyendo a James Galanos, Bill Blass, Adolfo y Óscar de la Renta. El costo estimado del vestido de gala que lució en la inauguración del presidente, blanco, con piedras engarzadas a mano, de un solo hombro y diseñado por Galanos, fue de unos 10 000 USD, y se calcula que todo el vestuario para los eventos de la inauguración pudo costar alrededor de 25 000 USD. Vestía de rojo, su color favorito, con frecuencia, ya que, según ella, era un color que «levantaba el ánimo» y su tono predilecto de este color, parecido al de los camiones de bomberos, llegó a llamarse «Rojo Reagan». Se emplearon dos peluqueros privados, quienes diseñaban sus peinados regularmente en la Casa Blanca.

Uno de los modelos de Reagan para la revista Vogue en el Cuarto Rojo, 1981.

Los diseñadores de moda estaban encantados con la pasión de Nancy por la moda. Aldolfo dijo que la primera dama personificaba un «estilo estadounidense elegante, rico, chic y de "buena cepa"», mientras que Bill Blass comentó: «no creo que haya habido alguien en la Casa Blanca tan elegante desde Jacqueline Kennedy Onassis». William Fine, presidente de la compañía cosmética Frances Denney, señaló que «Reagan es elegante, pero no se ha convertido en un ícono de la moda».
Su elegante estilo y vestuario fueron elogiados como un «glamoroso dechado de elegancia», aunque también fue un tema controvertido. En 1982, Reagan reveló que había aceptado miles de dólares en ropa, joyas y otros obsequios, y se defendió diciendo que había pedido la ropa prestada, que la devolvería o donaría a los museos, y que la estaba promocionando. Frente a esas críticas, pronto dijo que ya no seguiría aceptando tales préstamos, y aunque a menudo compró prendas, continuó pidiéndolas prestadas y, algunas veces, se quedó con la ropa de alta costura durante todo su período como primera dama, hecho que salió a la luz en 1988. Nada de esto había sido incluido dentro de los formularios de divulgación financiera; el no declarar los préstamos por un valor menor de 10 000 USD incumplía un acuerdo no vinculante alcanzado con la Casa Blanca en 1982, mientras que no haber declarado préstamos por valores superiores o trajes no devueltos suponía una posible violación de la Ley de Ética en el Gobierno. Nancy declaró, a través de su secretario de prensa, que «lamentaba no haberle hecho caso a las recomendaciones de su asesor legal respecto a las declaraciones oportunas».
A pesar de la controversia, muchos diseñadores que le habían permitido tomar ropa prestada, señalaron que el acuerdo era bueno para sus negocios, así como para la industria de la moda estadounidense en general. En 1989, Nancy fue homenajeada en la cena de premiación del Consejo de Diseñadores de Moda de América, durante la cual recibió un premio por su trayectoria. Barbara Walters dijo al respecto: «Todos los días durante ocho largos años ha encarnado la palabra "elegancia"».

#### Elegancia y formalidad

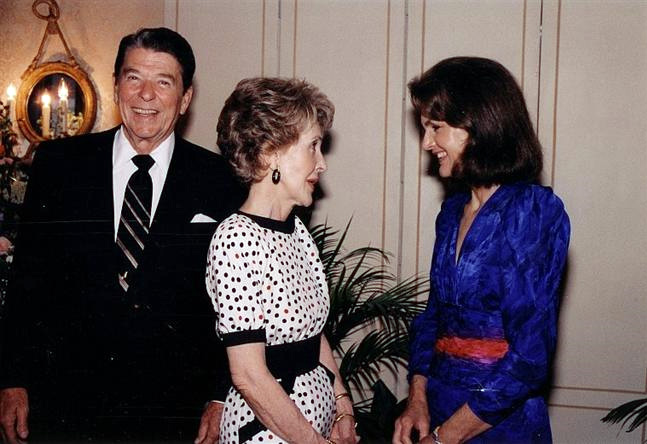
Reagan y su esposa con la anterior primera dama, Jackie Kennedy, en 1985. Ambas fueron comparadas por su glamour.

Aproximadamente un año después de la asunción de Reagan en su primer mandato, Nancy analizó la idea de ordenar un nuevo servicio de vajilla de porcelana para la Casa Blanca. Desde la administración de Truman en la década de 1940 no se había comprado una vajilla completa, ya que durante el mandato de Johnson solamente se habían pedido algunas piezas sueltas. Nancy comentó: «La Casa Blanca necesita desesperadamente una vajilla». Trabajando con Lenox, el principal fabricante de porcelana de Estados Unidos, la primera dama eligió un esquema de diseño de color rojo con una banda de oro grabada, bordeando los platos rojos y crema marfil con el sello presidencial grabado en oro en el centro. El servicio completo estaba compuesto por 4370 piezas, 19 piezas por cada juego individual, y costó 209 508 USD. A pesar de que fue financiada por donaciones privadas, algunas provenientes de la Fundación Knapp, la compra generó una fuerte controversia, ya que la vajilla se había encargado durante un momento en que la nación estaba atravesando una recesión económica.

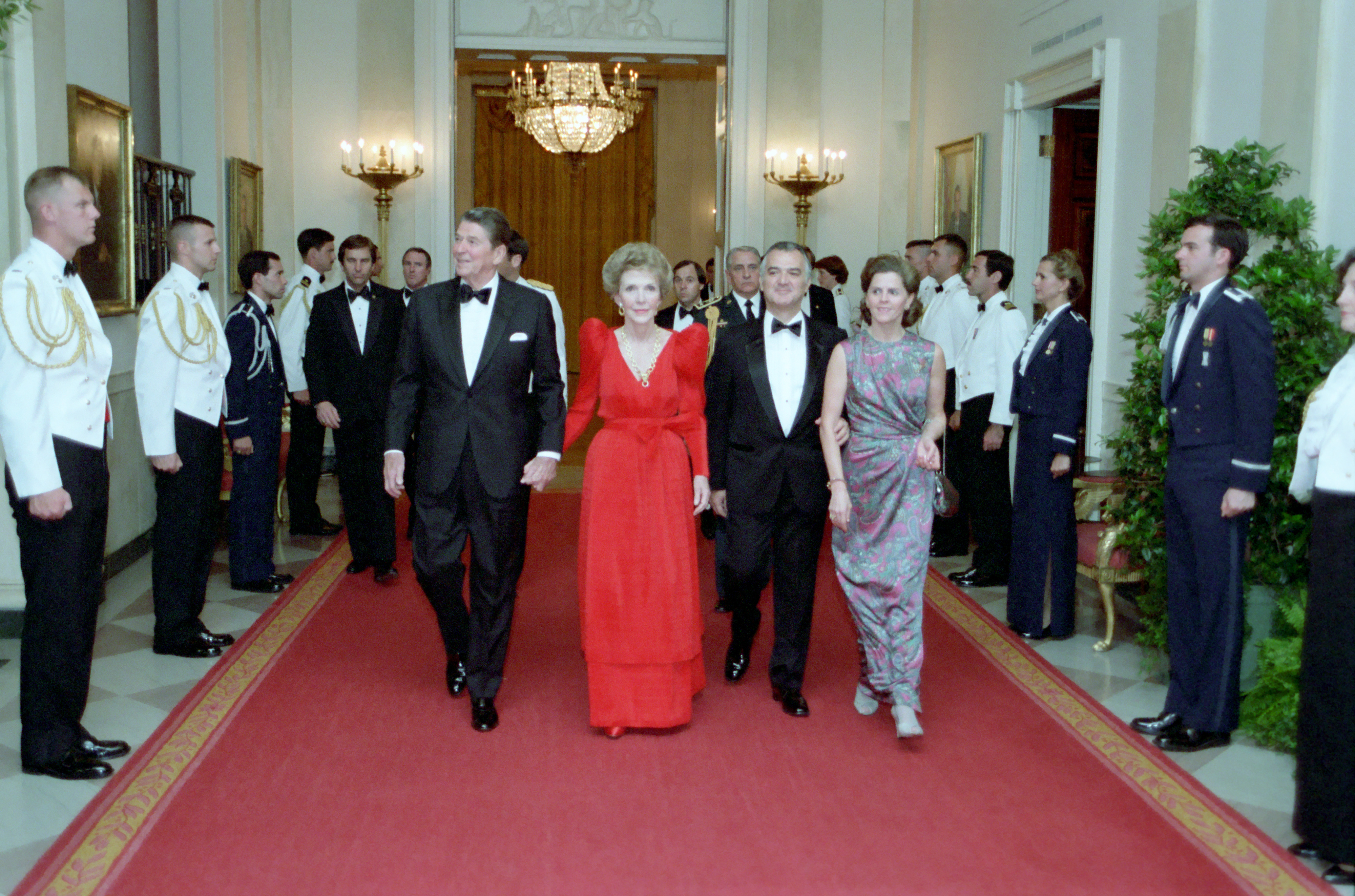
El presidente Ronald Reagan, la primera dama Nancy Reagan, el presidente mexicano Miguel de la Madrid y la primera dama Paloma Cordero en la Casa Blanca en una cena de estado.

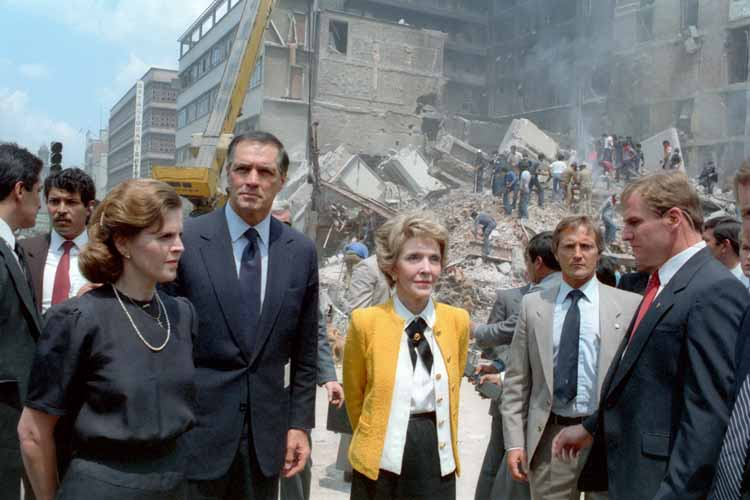
Paloma Cordero (izquierda) con el embajador de Estados Unidos en México, John Gavin (centro) y Nancy Reagan (derecha), observando los daños ocasionados por el terremoto de México de 1985.

El nuevo servicio de vajilla de porcelana, la renovación de la Casa Blanca, la ropa cara y su presencia en la boda de Carlos y Diana, los príncipes de Gales, fueron los motivos por el cual se la acusó de haber «perdido el contacto» con el pueblo de Estados Unidos durante la recesión económica, y su gusto por el esplendor le valió el apodo despectivo de «Reina Nancy». Mientras que Jacqueline Kennedy se había enfrentado también a algunas críticas de la prensa por sus habituales gastos, el trato hacia Reagan era mucho más consistente y negativo. En 1982, para desviar las críticas, acudió a la tradicional cena anual del Club Gridiron donde el presidente del país, políticos de cada partido, y la prensa se mofan de sí mismos. Vestida de pordiosera, Nancy cantó «Second-Hand Clothes», imitando la canción «Second-Hand Rose», parodia que ayudó a recuperar su reputación.
Nancy Reagan trató sobre las críticas en su autobiografía de 1989, Mi turno, donde comentó que en un almuerzo con el expresidente del Comité Nacional Demócrata, Robert Strauss, este le dijo: «La primera vez que llegaste a la ciudad, Nancy, no me agradabas para nada. Sin embargo, después de conocerte, he cambiado mi opinión», a lo que la primera dama respondió: «Bob, teniendo en cuenta los informes de prensa que leí, entonces ¡yo tampoco me habría gustado tanto!».

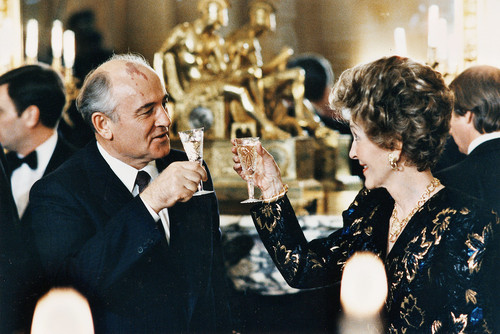
Nancy Reagan brindando con Gorbachov en 1987.

Después de la presidencia de Gerald Ford (que prefería la canción de la Universidad de Míchigan, «The Victors», en vez de «Hail to the Chief») y de Jimmy Carter (que redujo notablemente la formalidad de las funciones presidenciales), Nancy reinstauró el glamur de la época presidencial de Kennedy en la Casa Blanca. Fue anfitriona de 56 cenas de Estado durante ocho años respecto a las seis de George y Laura Bush. Nancy comentó que eran «la cosa más fácil del mundo. Usted no tiene que hacer nada. Solo pasar un buen rato y hacer un pequeño negocio. Así es como Washington funciona». En 1987, Mijaíl Gorbachov se convirtió en el primer líder soviético en visitar Washington, D. C. desde Nikita Jruschov en 1959 y Nancy fue la encargada de la planificación y celebración de la importante y muy esperada cena de Estado. Nancy contrató para amenizar la velada después de la cena al pianista Van Cliburn para que interpretase una versión de «Moscow Nights» para la delegación soviética, en la que Mijaíl y Raísa comenzaron a cantar. El ex secretario de Estado George Shultz comentó: «Sentimos que el hielo de la Guerra Fría se desmorona», y Nancy llegó a la conclusión de que fue un «final perfecto para una de las noches más grandes de la presidencia de mi marido».

### «Just Say No»
Nancy Reagan lanzó en 1982 la campaña de prevención de la drogadicción «Just Say No», que se convirtió en su proyecto principal y su mayor iniciativa como primera dama. Nancy advirtió por primera vez de la necesidad de educar a la gente joven sobre las drogas durante un acto de campaña en 1980 en Daytop Village, Nueva York. En 1981, comentó que «el primer paso para resolver el problema es entender el daño que las drogas pueden causar a sus hijos, la presión de los compañeros, y el porqué recurren a las drogas». Su campaña se enfocó en educar a la juventud sobre drogas y en advertirles del peligro que conlleva el abuso de estas sustancias.

Reagan dando una conferencia en un encuentro de «Just Say No» en Los Ángeles en 1987.

En 1982, una colegiala le preguntó a Nancy Reagan qué debía hacer si le ofrecían drogas; Nancy respondió: «Just say no» (en español, «Simplemente di que no»). La frase se popularizó durante la década de 1980 y varias organizaciones y programas escolares contra las drogas adoptaron el lema. Reagan se involucró activamente en la campaña y sus viajes sumaron de más de 250 000 millas (400 000 km) a lo largo de Estados Unidos y varios países, visitando programas de prevención contra el abuso de drogas y centros de rehabilitación. También apareció en talk shows, grabó anuncios de servicio público y redactó artículos en carácter de invitada. Apareció en un episodio del exitoso drama televisivo Dinastía para subrayar el apoyo a las campañas en contra de las drogas y a medida que continuó promoviendo «Just Say No», apareció en un episodio de la popular comedia Diff'rent Strokes de la década de 1980 y en un video musical de rock de 1985, Stop the Madness. Cuando se le preguntó acerca de su campaña, la primera dama comentó: «aunque solamente se salvara un niño, ya habría valido la pena».
En 1985, Nancy amplió su campaña a nivel internacional, invitando a primeras damas de otras naciones a la Casa Blanca para una conferencia sobre el abuso de drogas. El 27 de octubre de 1986, el presidente Reagan aprobó la Ley en Contra del Abuso de Drogas, que garantizó 1700 millones USD en fondos para luchar contra la crisis y aseguró una pena mínima obligatoria para los delitos de drogas, incluyendo cinco años para la posesión de cinco gramos de crack. Aunque algunos criticaron la ley y esta aumentó notablemente las penas y población carcelaria del país, Nancy Reagan lo consideró una victoria personal. En 1988, se convirtió en la primera dama invitada a hablar ante la Asamblea General de las Naciones Unidas sobre las leyes internacionales de intercepción de drogas y contra el narcotráfico.

Reagan ofreciendo la Conferencia sobre Abuso de Drogas para primeras damas en la Casa Blanca, 1985.

Los críticos de los esfuerzos de Reagan cuestionaron su propósito y argumentaron que el programa no fue lo suficientemente lejos para hacer frente a muchos problemas sociales, incluyendo el desempleo, la pobreza y la disolución de la familia. El enfoque de Nancy para sensibilizar a la población sobre el peligro de las drogas fue etiquetado como «simplista» por los críticos liberales. Sin embargo, una serie de clubes y organizaciones «Just Say No» permanecieron en funcionamiento en todo el país, y tuvieron como objetivo educar a los niños y adolescentes sobre los efectos de las drogas.

### La protectora de su esposo
Nancy asumió el papel oficioso de protectora de su marido después del atentado contra su vida en 1981. El 30 de marzo de ese año, el presidente Reagan y otros tres individuos fueron tiroteados cuando salían del Washington Hilton Hotel. Nancy fue alertada y llegó al Hospital de la Universidad George Washington, donde fue hospitalizado Reagan. Recordó haber visto «las salas de emergencia antes, pero nunca había visto una como esa con mi marido dentro». Fue acompañada a una sala de espera y, cuando pudo acceder a ver a su esposo, el presidente bromeó con ella: «Cariño, se me olvidó agacharme», chiste que había pronunciado el boxeador Jack Dempsey a su esposa tras su derrota.
Uno de los primeros ejemplos de su naturaleza protectora se produjo cuando el senador Strom Thurmond entró en la habitación del presidente en el hospital ese día del mes de marzo, pasando por el Servicio Secreto, afirmando que era un «amigo cercano» del presidente, presumiblemente para adquirir la atención de los medios de comunicación. Nancy estaba indignada y le pidió que se retirase. Mientras que el presidente se recuperaba en el hospital, la primera dama durmió con una de sus camisas para ser confortada por su aroma, y cuando Reagan fue dado de alta el 12 de abril, lo acompañó de vuelta a la Casa Blanca. La prensa describía a Nancy como «protectora en jefe», una ampliación de la representación general que hacían inicialmente de ella como compañera solícita y arquetipo doméstico de la Guerra Fría.

#### Influencia en la Casa Blanca
Nancy dijo en sus memorias que «sentía pánico cada vez que Ronald dejaba la Casa Blanca» después del atentado, e hizo que su preocupación la llevara a estar al corriente de los horarios de su marido: los eventos a los que debía asistir y con quién. Con el tiempo, Nancy consultó a una astróloga, Joan Quigley, quien ofreció su visión acerca de los días que eran «buenos», «neutrales» y los que se debían evitar, lo que influyó en la agenda de la Casa Blanca de su marido. Los días eran codificados por color de acuerdo al consejo de la astróloga para poder discernir con precisión qué días y horas serían óptimas para la seguridad y el éxito del presidente. El jefe de gabinete de la Casa Blanca, Donald Regan, se sintió frustrado con este sistema, lo que creó fricción entre él y la primera dama. Esto se intensificó con la revelación del escándalo Irán-Contra, que consistió en la venta ilegal de armas a Irán para financiar a la Contra nicaragüense con los beneficios obtenidos, momento en que Nancy sintió que Regan estaba perjudicando al presidente. Pensó que él debía renunciar, y se lo expresó a su marido, aunque no compartió su punto de vista. Regan quería al presidente para abordar el asunto de Irán-Contra a principios de 1987 por medio de una conferencia de prensa, aunque Nancy se negó a permitir que se esforzara demasiado debido a una reciente cirugía de próstata y las recientes advertencias astrológicas. Regan se enojó tanto con Nancy que le cortó la comunicación durante una charla telefónica en 1987 y según el excorresponsal de ABC News, Sam Donaldson, cuando el presidente Reagan se enteró de lo ocurrido, exigió —y finalmente recibió— la dimisión de Regan. En sus memorias de 1988, Regan escribió acerca de las consultas de Nancy a la astróloga, la primera vez que se mencionaba el tema en público, por lo cual la primera dama se sintió avergonzada. Nancy escribió después: «la astrología era simplemente una manera de enfrentar el miedo que sentí después de que mi marido estuviera a punto de morir...»

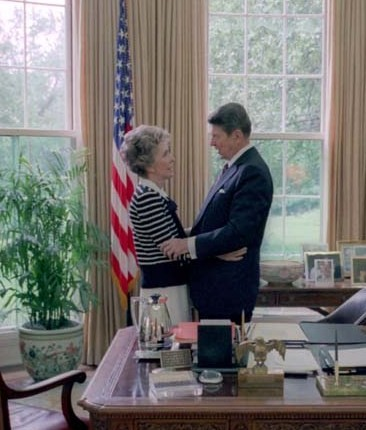
Los Reagan hablando en el Despacho Oval, 1985.

Nancy ejerció una fuerte influencia sobre el presidente Reagan. Una vez más, derivado del intento de asesinato, controló estrictamente el acceso al presidente e incluso, de vez en cuando, trató de influir en la toma de decisiones de su marido. A partir de 1985, Nancy le recomendó encarecidamente que celebrara conferencias y cumbres con el secretario general soviético Gorbachov, y le sugirió establecer una relación personal de antemano. Tanto Ronald Reagan como Mijaíl Gorbachov habían desarrollado una relación productiva a través de negociaciones de la cumbre, pero la relación entre Nancy Reagan y Raísa Gorbachov era cualquier cosa menos la relación amistosa entre sus esposos. A Nancy le resultaba difícil conversar con Raísa y la relación de ambas fue descrita como «fría». Las dos mujeres normalmente tomaban té y discutían las diferencias entre la URSS y los Estados Unidos. Visitando EE. UU. por primera vez en 1987, Raísa irritó a Reagan con lecturas sobre temas que versaban desde la arquitectura al socialismo, lo que al parecer llevó a que Nancy le dijera bromeando a Reagan: «¿quién se piensa que es esa dama?».
La opinión de la prensa sobre Nancy, vista como ayudante y protectora de su marido, se transformó y la consideraron alguien con un poder oculto. A medida que su imagen como una intrusa política creció, trató de negar explícitamente que fuera el poder detrás del trono. Al final de su tiempo como primera dama, sin embargo, dijo que su esposo no había sido bien atendido por su personal, y reconoció su papel para tratar de influenciar en sus decisiones personales, diciendo: «de ninguna manera me disculpo por ello». Nancy escribió en sus memorias: «no creo que fuera tan mala, ni tuve tanto poder ni fui tan débil como decían», pero continuó: «sin embargo, la primera dama encaja, tiene un papel único e importante que desempeñar en el cuidado de su marido y es natural que ella le haga saber lo que piensa. Yo siempre lo hice con Ronnie, y siempre lo haré».

### Cáncer de mama

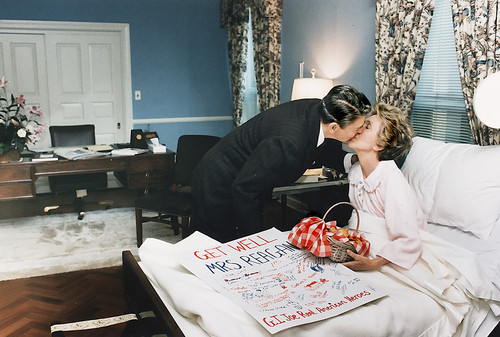
Ronald Reagan besa a su esposa después de su mastectomía en 1987.

En octubre de 1987, una mamografía detectó una lesión en el pecho izquierdo de Nancy Reagan y posteriormente fue diagnosticada con cáncer de mama. Optó por someterse a una mastectomía en lugar de una tumorectomía y el seno fue extirpado el 17 de octubre de 1987 en el Bethesda Naval Hospital, en Maryland. Diez días después de la operación, su madre, Edith Luckett Davis, murió en Phoenix, Arizona, a los 99 años, por lo que Nancy definió aquel período como un «mes terrible». Después de su cirugía, muchas mujeres en todo el país se sometieron a mamografías, un ejemplo de la influencia que ejerce una primera dama.

## Vida posterior

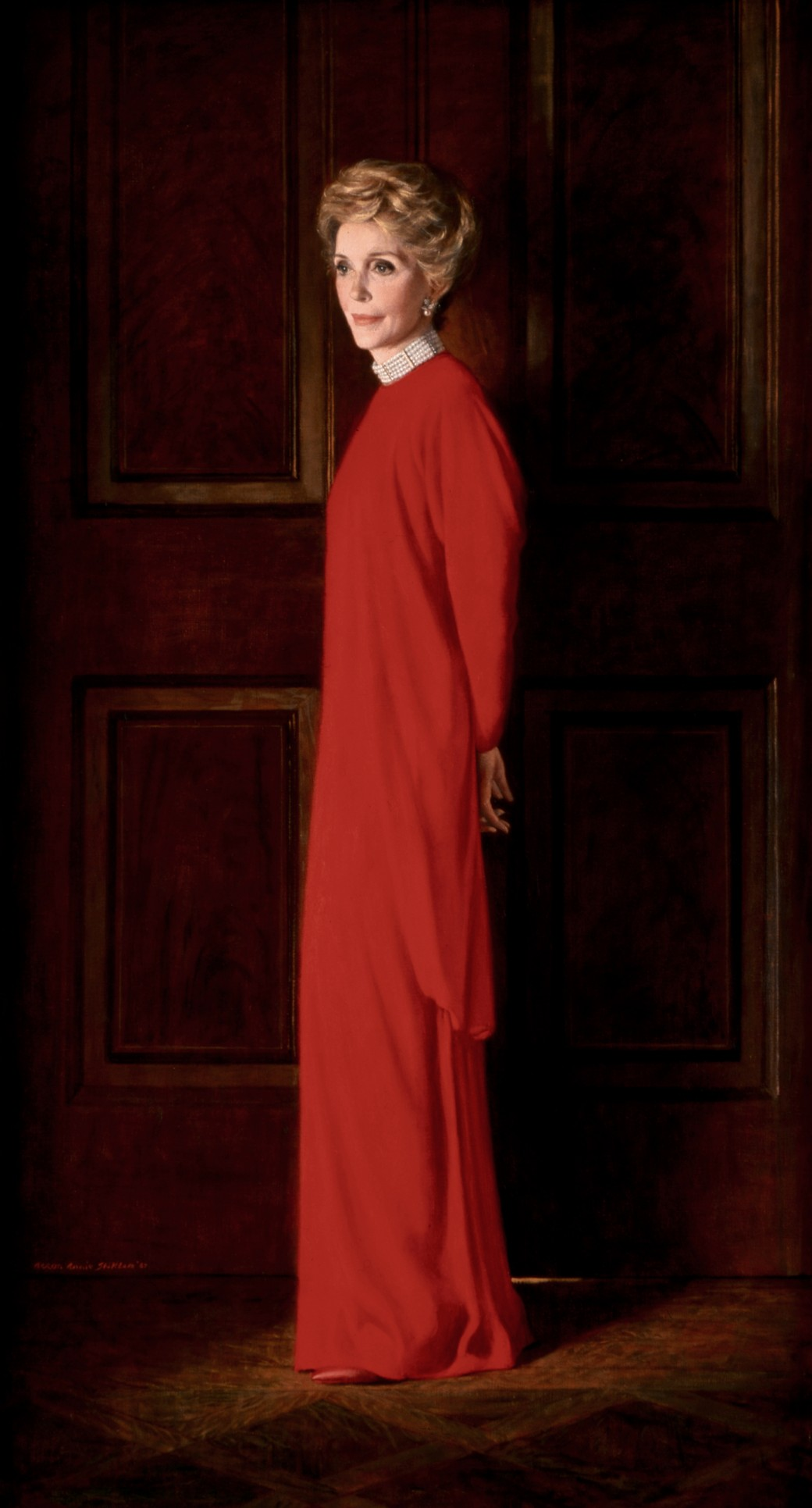
Retrato oficial de Nancy Reagan de la Casa Blanca colgado en la sala Velmeir.

A pesar de que Nancy fue una primera dama polémica, el 56 % de los estadounidenses tuvo una opinión favorable de ella cuando su marido dejó el cargo el 20 de enero de 1989, con un 18 % de opiniones desfavorables y un resto que no pronunció su punto de vista. En comparación con otras primeras damas cuando sus maridos dejaron el cargo, la aprobación de Reagan fue superior a la de Rosalynn Carter y Hillary Rodham Clinton, sin embargo, fue menos popular que Barbara Bush y su índice de desaprobación duplicó al de Carter.
Al abandonar la Casa Blanca, la pareja regresó a California, donde compró una casa en el lujoso barrio East Gate Old Bel Air, en Los Ángeles, dividiendo su tiempo entre Bel Air y el rancho de Reagan en Santa Bárbara, California; Ronald y Nancy asistían regularmente a la Iglesia Presbiteriana de Bel Air también. Después de salir de Washington, Nancy hizo numerosas apariciones públicas, muchas en representación de su marido. Ella continuó viviendo en la casa de Bel Air, donde residió con su marido hasta la muerte del mismo el 5 de junio de 2004.

### Primeras actividades después de la Casa Blanca
A finales de 1989, la ex primera dama creó la Fundación Nancy Reagan, cuyo objetivo es seguir educando a la gente sobre los peligros del abuso de sustancias. La fundación se asoció con BEST Foundation For A Drug-Free Tomorrow en 1994, y desarrolló el Programa Extraescolar Nancy Reagan. Continuó viajando por todo el país, pronunciándose en contra de las drogas y el abuso de alcohol. Después de que el presidente Reagan revelara que había sido diagnosticado con la enfermedad de Alzheimer en 1994, Nancy se convirtió en su cuidadora principal y comenzó a participar de la Asociación Nacional de Alzheimer y su afiliado, el Instituto de Investigación Ronald y Nancy Reagan, de Chicago, Illinois.
También, en 1989, publicó Mi turno: las memorias de Nancy Reagan, que relata su vida en la Casa Blanca, habla abiertamente de su influencia sobre la administración de Ronald Reagan y discute los mitos y controversias que rodearon a la pareja. En 1991, la polémica autora Kitty Kelley escribió una biografía no autorizada y en gran parte, no referenciada, que relata sobre su mala relación con sus hijos e introduce rumores de supuestas relaciones sexuales con el cantante Frank Sinatra. Una amplia gama de fuentes comentaron que las afirmaciones indocumentadas de Kelley tienen más probabilidades de ser falsas.

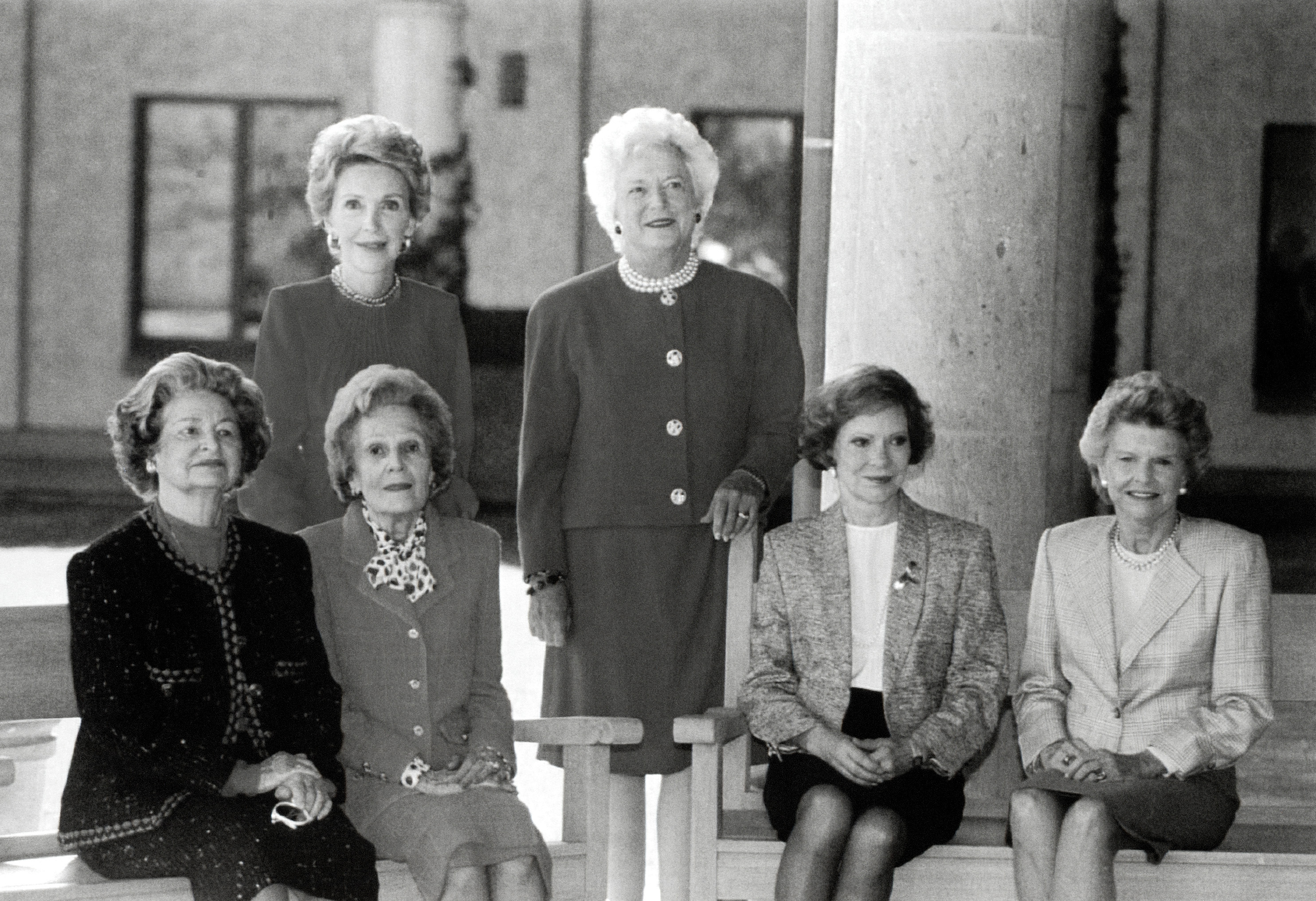
Las primeras damas Lady Bird Johnson, Pat Nixon, Rosalynn Carter, Betty Ford (sentadas), Nancy Reagan y Barbara Bush (de pie) en noviembre de 1991.

En 1989, el Servicio de Impuestos Internos (IRS) comenzó a investigar a los Reagan para comprobar si debían impuestos adicionales sobre obsequios y préstamos de ropa de alta costura y joyas de Nancy durante su estancia en la Casa Blanca (los beneficiarios se favorecen con la presentación de tales elementos que reconocen la renta imponible, incluso si son devueltos). En 1992, el IRS determinó que los Reagan no habían incluido unos 3 millones USD en artículos de moda entre 1983 y 1988 en sus declaraciones de impuestos; se les reclamó una gran cantidad de impuestos atrasados e intereses, que se pagaron posteriormente.
Nancy Reagan fue galardonada con la Medalla Presidencial de la Libertad, el honor civil más alto, por el presidente George W. Bush el 9 de julio de 2002. El presidente Reagan recibió su propia Medalla Presidencial de la Libertad en enero de 1993. Nancy y su esposo fueron galardonados conjuntamente con la Medalla de Oro del Congreso el 16 de mayo de 2002 en el Capitolio, y fueron el tercer presidente y la tercera primera dama en recibir la condecoración que ella aceptó en nombre de ambos.

### Funeral de Ronald Reagan

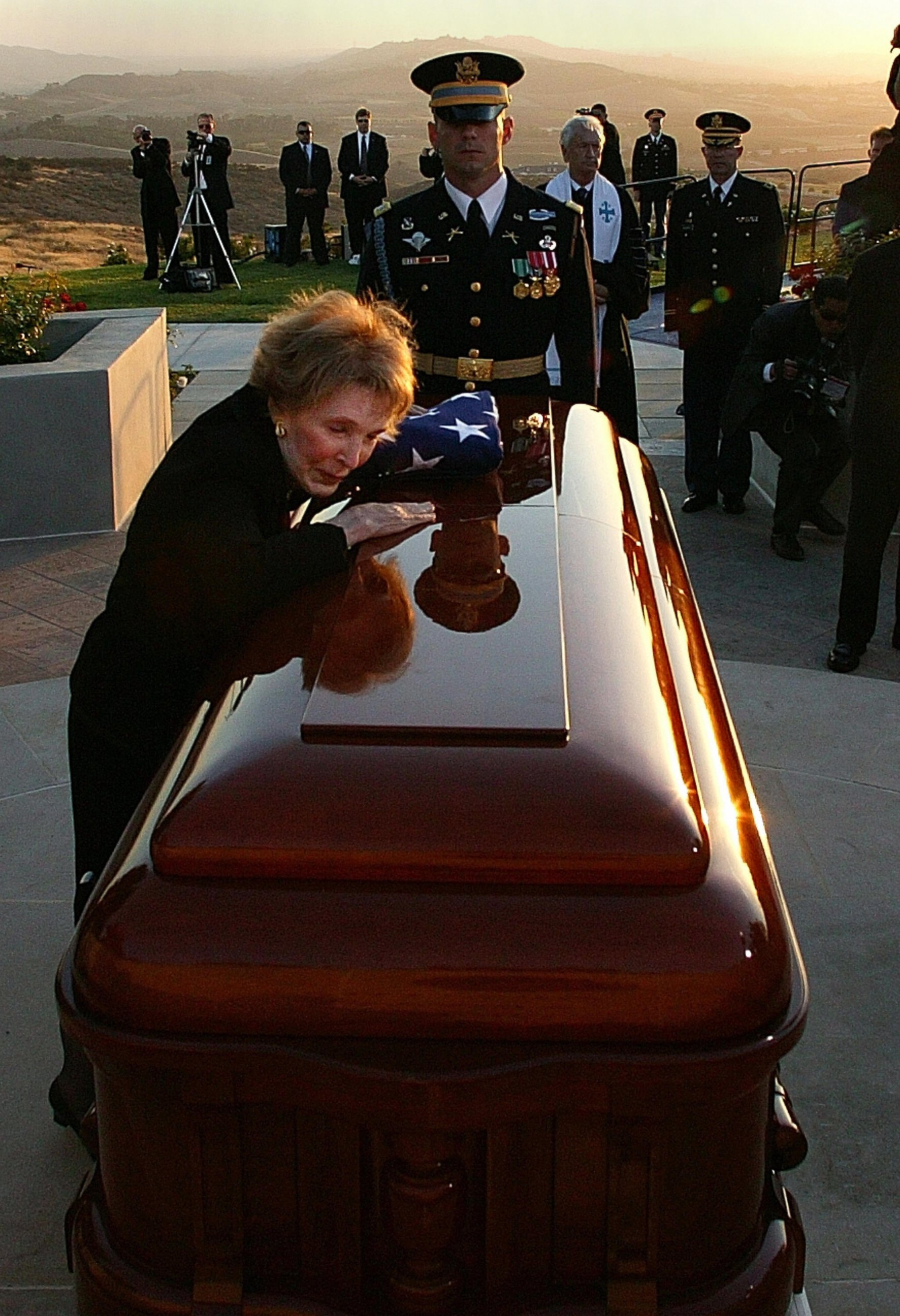
La exprimera dama Nancy Reagan dando su último adiós al presidente Ronald Reagan el 11 de junio de 2004, antes de la inhumación y conclusión de la semana de funeral de Estado.

Ronald Reagan murió en su casa de Bel Air el 5 de junio de 2004. Durante el funeral de Estado de siete días, Nancy, acompañada de sus hijos y una escolta militar, condujo a la nación en luto, manteniendo una compostura fuerte, viajando desde su casa a la Biblioteca Presidencial Reagan para una ceremonia conmemorativa, y luego a Washington, D. C., donde los restos de su marido estuvieron presentes durante 34 horas antes de un servicio funerario nacional en la Catedral Nacional de Washington. Nancy regresó a la biblioteca en California para un servicio memorial al atardecer y su posterior entierro, donde, superada por la emoción, perdió la compostura y lloró en público por primera vez durante la semana. Después de aceptar la bandera doblada, besó el ataúd y susurró «te amo» antes de retirarse. El periodista Wolf Blitzer, describiendo el comportamiento de Nancy durante esa semana, dijo «es una mujer muy, muy fuerte, a pesar de su aspecto frágil».
Dirigió la planificación detallada de los funerales, incluyendo la organización de todos los grandes eventos. También se encargó de solicitar al expresidente George H. W. Bush, así como a la ex primera ministra británica Margaret Thatcher y al ex primer ministro canadiense Brian Mulroney, para que pronunciaran un discurso durante la ceremonia religiosa en la Catedral Nacional. Nancy prestó mucha atención a los detalles, algo que siempre había hecho en la vida de su marido. Betsy Bloomingdale, una de sus mejores amigas, declaró: «se ve un poco frágil. Pero es muy fuerte en su interior. Ella lo es. Tiene fuerzas. Está haciendo su última cosa por Ronnie. Y va a hacer las cosas bien». El funeral significó la primera aparición pública importante desde que pronunció un discurso en la Convención Nacional Republicana de 1996 en nombre de su marido.
El funeral tuvo un gran impacto en la imagen pública de Nancy Reagan. Después de las críticas considerables durante su mandato como primera dama se la vio algo así como una heroína nacional, y muchos la elogiaron por el apoyo y los cuidados que prestó a su marido mientras sufría el mal de Alzheimer. U.S. News & World Report, opinó: «después de una década en las sombras, surgió una Nancy Reagan diferente, más suave».

### Vida después de Ronald

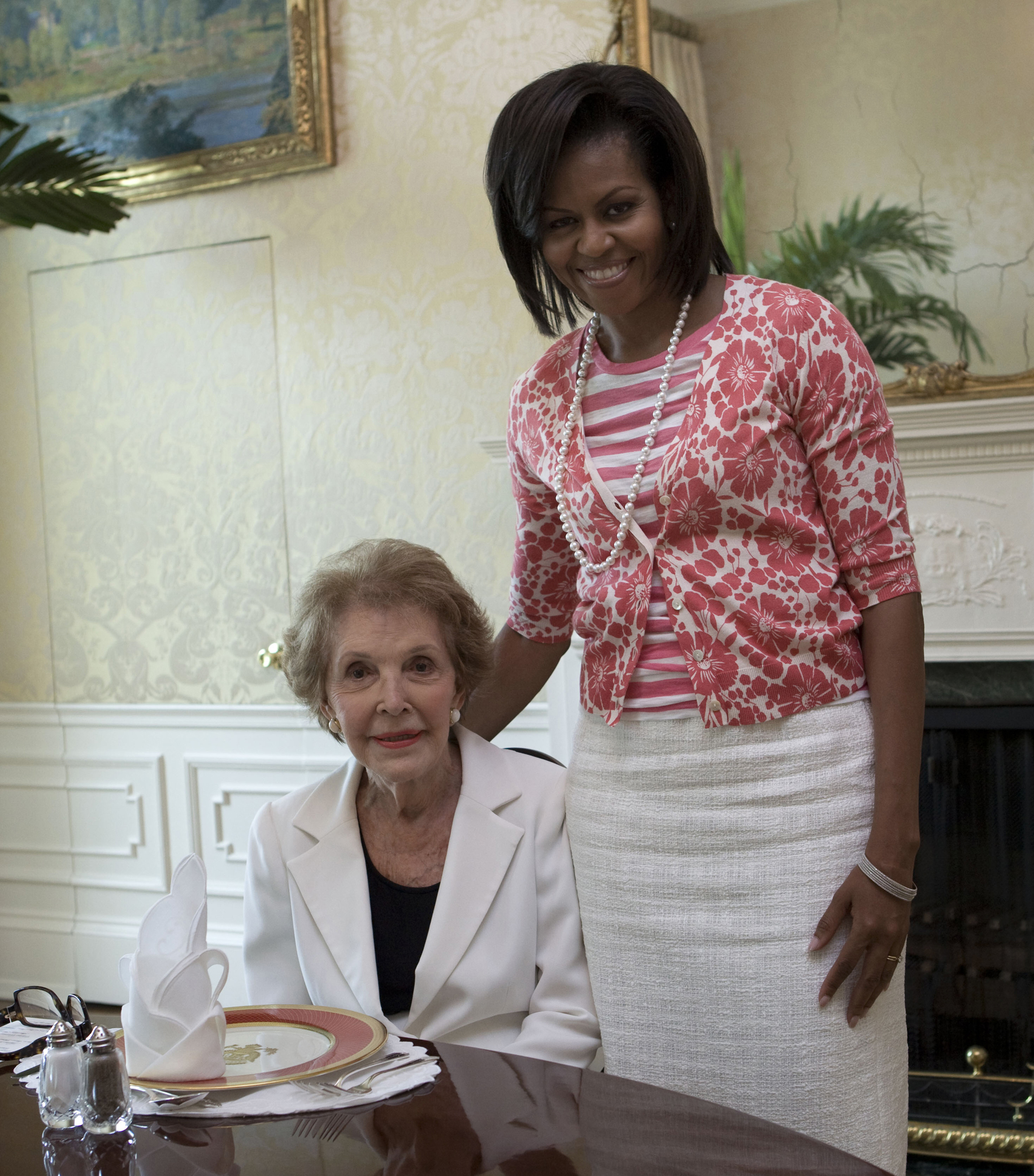
Reagan con la primera dama Michelle Obama en un almuerzo, 3 de junio de 2009

Permaneció activa en la política, especialmente en lo relacionado con la investigación de células madre. A partir de 2004, se posicionó a favor del Partido Demócrata y le pidió al presidente George W. Bush apoyo mediante fondos federales para la investigación con células madre embrionarias con la esperanza de que esta ciencia pueda conducir a una cura para la enfermedad del Alzheimer. A pesar de que no pudo cambiar la posición del presidente, apoyó su campaña para un segundo mandato.
En 2005, Nancy Reagan fue honrada durante una cena de gala en el Edificio Ronald Reagan en Washington D. C., donde estuvieron invitados Dick Cheney, Harry Reid y Condoleezza Rice, que fue su primera aparición pública importante desde el funeral. Se le preguntó cuáles eran sus planes futuros, a lo que Reagan negó con la cabeza y respondió: «No sé. Lo sabré cuando lo conozca. Pero la Biblioteca [Reagan] es Ronnie, de modo que es donde paso mi mayor tiempo».

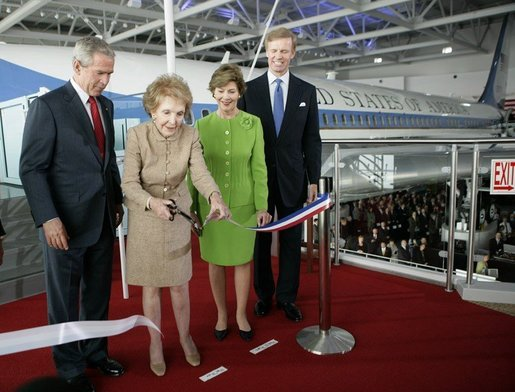
Nancy Reagan inaugura oficialmente el Air Force One Pavilion en la Biblioteca Ronald Reagan, Simi Valley, California, el 24 de octubre de 2005, en compañía de George y Laura Bush.

En 2007, asistió al funeral nacional de Gerald Ford en la Catedral Nacional de Washington y luego, organizó dos debates para los candidatos presidenciales republicanos en la Biblioteca Presidencial Reagan, el primero en mayo de 2007 y el segundo en enero de 2008. Aunque no participó en las discusiones, se sentó en la primera fila y escuchó a los hombres que competían por convertirse en el 44.º presidente de la Nación. A pesar de algunas especulaciones sobre si Reagan podría apoyar al alcalde de Nueva York, Michael Bloomberg, en su candidatura a la presidencia, nada de eso ocurrió. Sin embargo, apoyó formalmente al senador John McCain, por entonces el presunto candidato del Partido Republicano a la presidencia el 25 de marzo.

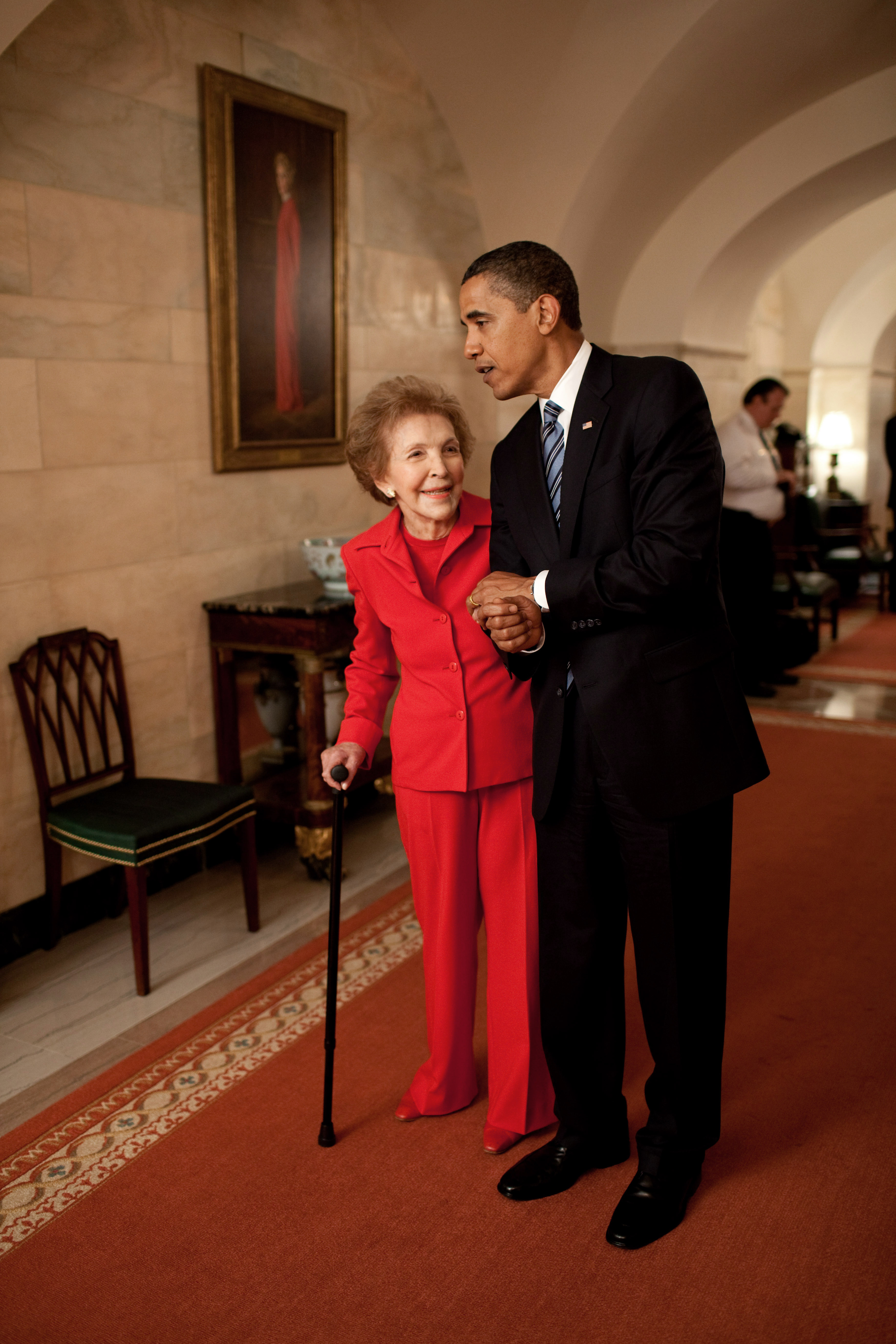
Nancy Reagan caminando tomada del brazo de Barack Obama en el hall central de la Casa Blanca, junio de 2009.

Reagan asistió al funeral de Lady Bird Johnson en Austin, Texas, el 14 de julio de 2007 y tres días después, recibió la distinción más alta de Polonia al ser nombrada dama de la Orden del Águila Blanca, en nombre de su esposo, en la Biblioteca Reagan, donde posteriormente inauguró una exposición temporal llamada «Nancy Reagan: el estilo de la primera dama», que mostró más de ochenta de sus vestidos de alta costura.

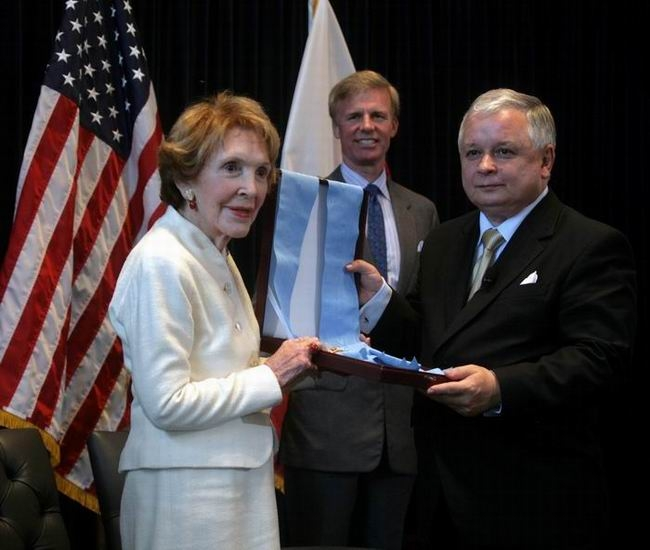
Reagan recibiendo la Orden del Águila Blanca en nombre de su marido, julio de 2007.

La salud y el bienestar de Nancy Reagan se convirtieron en una preocupación importante en 2008. En febrero, sufrió una caída en su casa de Bel Air y fue trasladada al Centro de Salud St. John en Santa Mónica, California. Los médicos informaron que no se había roto la cadera como se temía y fue dada de alta dos días después. Los presentadores de noticias señalaron que la movilidad de Reagan se había reducido de manera significativa, ya que un mes después se la vio caminando muy despacio tomada del brazo de John McCain. Brian Williams, de la NBC, quien asistió a una cena con Reagan a mediados de 2008, recordó: «La vista de la señora Reagan no es lo que era antes y, como un montón de gente de su edad, tomaba sus pasos de forma muy vacilante... es muy importante para la gente de su edad permanecer en posición vertical y ser capitán de su propio barco. Ella, en gran medida, es capitán de su propio barco». En cuanto a su lucidez mental, Williams comentó: «Es tan aguda como siempre y disfruta de una vida plena con sus amigos en California, pero [la caída] es siempre un peligro, por supuesto. Es una persona muy estoica, resistente y llena de alegría y entusiasmo por la vida... no está exenta de opiniones sobre la política y los personajes políticos contemporáneos... es, como la mayoría de sus amigos la describen, un lince».
En octubre de 2008, Reagan fue ingresada en el Ronald Reagan UCLA Medical Center después de sufrir una caída en su casa. Los médicos determinaron que la paciente de 87 años de edad se había fracturado la pelvis y el sacro, pero pudo recuperarse en su vivienda con un régimen de terapia física. Como resultado de su percance, se publicaron artículos médicos con información sobre cómo prevenir caídas.
En marzo de 2009, elogió al presidente Barack Obama por revertir la prohibición de otorgar fondos federales para la investigación de células madre embrionarias. Reagan viajó a Washington, D. C. en junio de 2009 para develar una estatua de su difunto esposo en la Rotonda del Capitolio, y también estuvo presente cuando el presidente Obama firmó el Acta Centenaria de la Comisión Ronald Reagan en 2010 y almorzó en privado con Michelle Obama. Nancy reveló en una entrevista con Vanity Fair que Michelle Obama la había telefoneado para pedirle consejos sobre la vida y el entretenimiento en la Casa Blanca. A raíz de la muerte del senador Edward M. Kennedy en agosto de 2009, dijo que estaba «terriblemente triste... Teniendo en cuenta nuestras diferencias políticas, la gente a veces se sorprende de lo cercano que Ronnie y yo hemos estado de la familia Kennedy... voy a extrañarlo». En agosto de 2011, un mes después de haber aparecido en el funeral de Betty Ford en Palm Desert, durante una visita a la Biblioteca Reagan, Nancy tropezó mientras caminaba con bastón y fue Marco Rubio, el representante republicano de Florida, quien la tomó por el brazo y la sujetó para evitar que cayera al suelo. En abril de 2012, Nancy se cayó y se fracturó tres costillas, unas semanas antes de aparecer públicamente en el Centro de Aprendizaje Presidencial de la Biblioteca Ronald Reagan.

## Fallecimiento y funeral
Nancy Reagan falleció a la edad de 94 años a causa de una insuficiencia cardíaca en su residencia de Bel Air, California, el 6 de marzo de 2016. Al día siguiente, el presidente Barack Obama emitió una proclama presidencial ordenando que la bandera estadounidense fuera izada a media asta hasta el atardecer del día del entierro de Reagan.
Su funeral se llevó a cabo el 11 de marzo de 2016 en la Biblioteca Presidencial Ronald Reagan en Simi Valley, California, donde fue sepultada junto a los restos de su esposo. Estuvieron presentes representantes de diez familias presidenciales, entre ellos el expresidente George W. Bush y cuatro primeras damas, Michelle Obama, Laura Bush, Hillary Clinton y Rosalynn Carter. Otras personalidades que asistieron incluían al gobernador de California, Jerry Brown, los exgobernadores Peta Wilson y Arnold Schwarzenegger, el expresidente de la Cámara, Nancy Pelosi y Newt Gingrich, además de exfuncionarios de la administración Reagan, incluyendo a George Shultz y Edwin Meese. También estuvieron presentes una cantidad imprevista de figuras de la industria del entretenimiento de Hollywood como Mr. T, Maria Shriver, Wayne Newton, Johnny Mathis, Anjelica Huston, John Stamos, Tom Selleck, Bo Derek y Melissa Rivers. En total se estimó la presencia de unas 1000 personas.

## Filmografía
| - The Doctor and the Girl (1949) - East Side, West Side (1949) - Shadow on the Wall (1950) - The Next Voice You Hear... (1950) - Night Into Morning (1951) - It's a Big Country (1951) | - Talk About a Stranger (1952) - Shadow in the Sky (1952) - El cerebro de Donovan (1953) - The Dark Wave (1956) - Hellcats of the Navy (1957) - Crash Landing (originalmente anunciada como Rescue at Sea) (1958) |

También hizo una serie de apariciones en televisión desde 1953 a 1962, como estrella invitada en programas dramáticos o entregas de series antológicas. Su primera aparición con Ronald Reagan se produjo en una de estas últimas, Ford Theatre, durante un episodio de 1953 titulado First Born.